# Say Something (canción)
«Say Something» es un sencillo interpretado por el dúo de indie pop A Great Big World, conformado por Ian Axel y Chad Vaccarino, lanzado el 3 de septiembre de 2013. La canción fue regrabada uniéndose al dúo la cantante de pop estadounidense Christina Aguilera después de que esta escuchase la canción y quisiera formar parte de ella, salió a la venta el 4 de noviembre del mismo año. La canción forma parte del álbum Is There Anybody Out There?, programado para su lanzamiento en enero de 2014. Cabe señalar que la canción no es una colaboración ya que ambos artistas son los artistas principales de dicha canción.
«Say Something» es una balada de piano con influencias del indie pop, que trata sobre una ruptura, cuando el amante se implora a hacer una declaración que podría revertir los planes, y se ve reflejado en los cantantes la humildad, tristeza y pesar expresada en la canción. La canción recibió elogios de la crítica por la fuerza de su letra, la emotiva producción y la delicada voz de Aguilera añadida a esta mezcla. A Great Big World y Aguilera recibieron por esta canción un premio Grammy a la mejor interpretación de pop de dúo/grupo en la entrega de los premios Grammy de 2015.
La canción fue incluida en la final del concurso de baile estadounidense So You Think You Can Dance el 10 de septiembre de 2013 (versión solitaria) donde los concursantes Amy y Robert la bailaron. No obstante, la versión con Aguilera se estrenó en la segunda noche de shows en vivo del programa buscatalentos The Voice —donde Aguilera participa como juez principal—, lo cual ayudó a aumentar en gran cantidad las ventas digitales, alcanzando el número 1 en iTunes en Estados Unidos. Asimismo, tras el impacto que tuvo en la plataforma de iTunes, la canción debutó en el número 1 de la lista Digital Songs de la revista Billboard con 189 000 copias vendidas. Alcanzó el número 4 en Billboard Hot 100. Según Billboard, «Say Something» aumentó sus ventas en un 1761% con respecto a la semana pasada (en la versión que no contaba con la participación de Christina Aguilera), debido en parte también a la presentación en el escenario de The Voice.
El vídeo musical se estrenó el 19 de noviembre de 2013 exclusivamente en Entertainment Tonight. Se estrenó al día siguiente en la plataforma de VEVO en YouTube. El vídeo, que fue filmado en Los Ángeles, muestra a Aguilera con un vestido negro sencillo y maquillaje natural, que recuerda a sus hermosos días con su balada «Beautiful» (2002), según Natasha Chandel, de MTV.

## Antecedentes

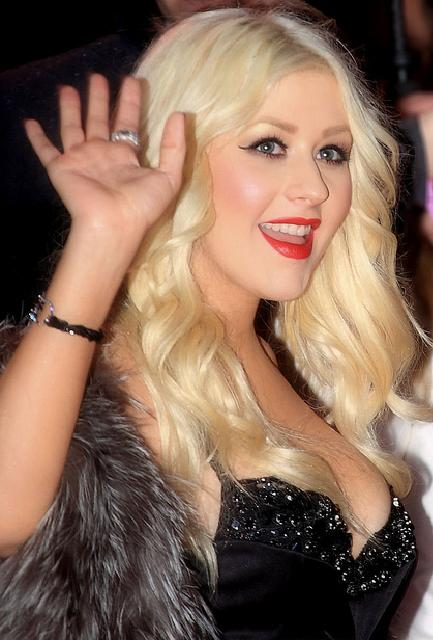
Christina Aguilera (imagen) quien prestó su voz para la regrabación de la canción "Say Something".

En 2013, el grupo firmó con Epic Records y tiene previsto publicar un álbum titulado There Anybody Out There?, programado para su lanzamiento en enero de 2014. También han anunciado recientemente una gira que comenzará al mismo tiempo que su lanzamiento EP. Asimismo, Christina Aguilera al escuchar la versión en solitario del dúo se enamoró de dicha canción y decidió ponerse en contacto con ellos para una nueva versión y aceptaron encantados. Aguilera anteriormente, quien para ese entonces ya había terminado con la promoción del álbum Lotus con el único sencillo titulado "Your Body", y participó en la colaboración de "Feel This Moment" y "Hoy tengo ganas de ti" junto a los cantantes Pitbull y Alejandro Fernández respectivamente. Luego lanzó una carta electrónica para sus fanáticos y asimismo un videoclip casero para la canción "Let There Be Love" del álbum Lotus para terminar con la promoción de dicho álbum. Para entonces Aguilera volvió como juez principal del programa de canto estadounidense The Voice y apareció en la portada de la revista para caballeros Maxim de la edición del mes de octubre de 2013 y en ese mismo periodo publicó en sus redes sociales que grabó una canción titulada "We Remain" que estaría incluida en la banda sonora The Hunger Games: Catching Fire Original Motion Picture Soundtrack de la película Los juegos del hambre: en llamas (2013), de la secuela de Los juegos del hambre (2012).
La canción recibió atención después de ser utilizado en "So You Think You Can Dance", y provocó una reacción que finalmente llegó a Christina Aguilera. "'Say Something' se bailó en 'So You Think You Can Dance" hace casi dos meses para ese entonces, por lo que muchas personas respondieron a ella", dice Axel. "En todo ese proceso, un miembro de nuestro equipo jugó para alguien en el equipo de Christina nos dieron una llamada de que Christina Aguilera quería grabar, y luego, literalmente, una semana más tarde, estábamos en Los Ángeles grabando con ella". La pareja considera conjunto sobre Aguilera "una de las mejores voces en el mundo", dice Chad Vaccarino, y he vuelto a grabar 'Say Something' con ella en dos horas. "Miramos a Christina como este icono que puede decir cualquier cosa y hacer que suene increíble," dice Vaccarino.
Acerca de volver a grabar la pista, Aguilera dijo: "Alguien me envió la canción [...] y es solamente la canción más simple que no tiene que adaptarse a una fórmula para ser escuchados y para ser apreciado, por lo que a cabo de escuchar, y yo nunca he hecho nada como esto antes y yo estaba como, '¿Sabes, me puse a escuchar una parte de armonía sobre él y yo estaba como estar en contacto con estos chicos y ver si quieren conseguir estar en el estudio y se sientan detrás del piano y solo vibrar juntos y ver qué pasa..." y así lo hicimos, y ellos son tan humildes, tan dulce, tan a la tierra, y yo soy todo eso y apoyar eso, y nos reunimos por lo ecológico y fue divertido". Aguilera también agregó, "es tan tranquilo, silencioso, constante y de manera suplicante", que describió la canción. "Yo sólo voy a tomar sobre los proyectos que se sienten bien y me representan, como siempre, un propósito del aquí y ahora en mi vida". Por otro lado, dicha participación en la regrabación de "Say Something" inició con un rumor luego de que la cantante Christina Perri publicara en su cuenta de Twitter: " “the song "say something" by @agreatbigworld is my new favorite song…” (en español: La canción "Say Something" por @agreatbigworld es mi nueva canción favorita). A lo que Christina Aguilera le respondió con: "Ami también solo esperen una sorpresa". Asimismo, semanas después el Twitter oficial del programa de competencia de canto The Voice -donde Aguilera funde como juez principal- publicó que Christina Aguilera se presentaría junto a la banda para interpretar dicha canción el martes 5 de noviembre de 2013. Cabe mencionar que también se mencionó en el tuit que Aguilera se presentaría un día antes en el programa con el rapero Flo Rida con la canción "How I Feel". Asimismo, Aguilera confirmó la presentación con la banda A Great Big World en su página.

## Composición, lírica y publicación

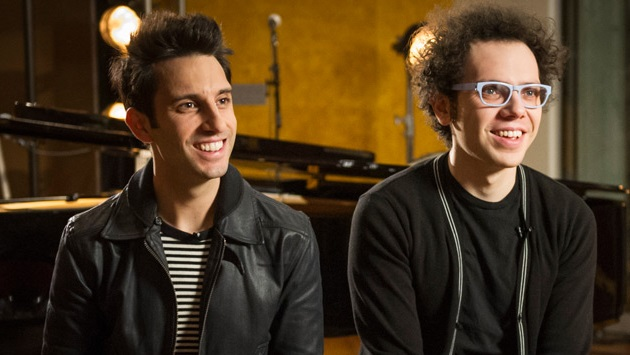
El dúo A Great Big World quien lo conforman por Ian Axel y Chad Vaccarino (imagen) escribieron la canción "Say Something".

"Say Something" fue escrito por los miembros del dúo, Ian Axel y Chad Vaccarino, mientras que la producción estuvo a cargo de Dan Romer. Musicalmente, es de género indie pop, balada de piano y es subrayada por un arreglos de cuerdas. Líricamente, la canción habla de una ruptura, con los cantantes que evocan la emoción que sentían al elegir salir de una relación fallida, aunque el amor sigue siendo, con el amante implorando para hacer una declaración que podría revertir los planes.
Según Bill Lamb de About.com, el coro "Di algo, me estoy dando por vencido contigo", "es brillante". Cordero también explicó sobre la canción, escribiendo que: "En lugar de estar lleno de ira y desesperación, es una canción que expresa una poderosa combinación de humildad, tristeza y arrepentimiento". La canción fue escrita en un momento en que ambos miembros estaban experimentando angustia individual. "Escribiendo la canción fue parte del proceso de curación", dice Axel. "Cada vez que llevamos a cabo, es como volver a visitar la cicatriz. Siempre es una parte de mí, y yo siempre puedo ir allí y sentir".
En cuanto a la publicación, luego de que el Twitter oficial del programa de competencia de canto The Voice publicara que Christina Aguilera se presentaría junto a la banda para interpretar dicha canción, Aguilera lo volvió a confirmar en su red social adjuntando un detrás de escenas de la grabación de la canción donde se incluía una pequeña entrevista. Dicha entrevista y detrás de escenas de la grabación se subió a la página oficial de Aguilera en Youtube el 1 de noviembre de 2013. El 3 de noviembre del mismo año la banda A Great Big World publicó en su cuenta de Twitter la canción completa de 3:49 (tres con cuarenta y nueve segundos) a través del sitio web de Entertainment Weekly. La canción salió a la venta el día siguiente en iTunes, 4 de noviembre de 2013.

## Vídeo musical

### Antecedentes
Después de la presentación en vivo en el programa The Voice de la canción "Say Something" y tras el éxito de la canción en iTunes, una fan le preguntó vía Twitter al grupo A Great Big World acerca de si habría un vídeo musical, a lo que rápidamente contestaron que sí, "y muy pronto". Asimismo Aguilera publicó en sus redes sociales que se encontraba en las grabaciones del vídeo musical junto al grupo adjuntando una foto detrás de escenas.

### Publicación y trama
El vídeo musical se estrenó el 19 de noviembre de 2013 exclusivamente en Entertainment Tonight. Se estrenó al día siguiente en la plataforma de VEVO en YouTube. El vídeo, que fue filmado en Los Ángeles California. El vídeo muestra a Aguilera con un vestido negro sencillo y maquillaje natural, que recuerda a sus hermosos días con su balada "Beautiful" (2002), según MTV con Natasha Chandel. En el vídeo, el trío realice la balada mientras que va rondando el vídeo musical se ve a un niño cuyos padres no dejar de luchar, una joven pareja acostada con frialdad al lado del otro, un anciano que le da el último adiós a su recién fallecida esposa en la cama de un hospital, que representan las letras desgarradoras.
Actualmente el video se encuentra en la cuenta oficial de A Great Big World en YouTube y sobrepasa las 200 millones de reproducciones.

### Recepción
El vídeo musical recibió numerosos elogios de la crítica, debido a su sencillez y honestidad. Para Jason Lipshut de la revista Billboard, "Aguilera y de A Great Big World se ven totalmente triste, ya que tararean la balada ruptura junto con Axel tocando con cuidado en el piano y Aguilera aparece en el borde de las lágrimas cuando la canción llega a su clímax. Mientras tanto, varias imágenes lágrima que inducen acompañando a la pista majestuosa, a menudo con la cámara lenta - lo más sorprendente, un anciano con un grito silencioso enseguida de una cama de hospital con su esposa muerta. Peter gicas de E Online! elogiado la emoción de Aguilera en el vídeo, escribiendo que "la cantante, sin embargo sirve una cierta sutileza en el clip, que es sin duda apropiado dado el tono tanto de la balada y el vídeo en sí". Bradley Stern de MuuMuse acuerdo por escrito que "Armados con nada más que un piano y un somier viejo a su lado, la leyenda de 'Lotus' -haciendo referencia al álbum de Aguilera de 2012, Lotus- desnuda su alma y le da pura desnudo y vulnerabilidad de su alma, enfocando el vídeo de una toma simple pero eficaz como en "The Voice Within" no como la diva del teatro, sin pelucas - sólo emoción cruda y una actuación realmente poderoso".
John Walker de MTV Buzzworthy llamó al vídeo "por partes iguales trágicamente hermoso y maravillosamente trágica. Igual, nosotros a mano un balde, porque somos feos-llorando de los ojos, la nariz, la boca, las orejas, y al menos 17 lugares en los conductos lagrimales que biológicamente no debe ser localizado. Mike Wass de Idolator también elogió el vídeo musical, escribiendo que: "De acuerdo con un tono suave y sutil de la canción, lo visual es discreto y elegante. Se centra alrededor de una cama y la universalidad de la aflicción de sus ocupantes. Intercaladas con esas escenas es imágenes con dúo neoyorquino basado en el piano y Xtina (Christina Aguilera) luciendo completamente perfecta en un vestido negro elegante. Coge un papel". Natasha Chandel de MTV elogió "un momento raro, cuando Xtina se desahoga con la cámara como el gancho final, 'Di algo, que me voy a dar por vencido contigo', exponiendo un lado tierno a la cantante que no hemos visto desde que su álbum Stripped.

## Recepción

### Crítica
"Say Something" recibió elogios de los críticos de música. Bill Lamb de About.com dio a la canción 4.5 de 5 estrellas, elogiando sus "poderosas letras, delicadas voces de Aguilera agregaron a la mezcla" y el "piano, emocional y cadenas de acuerdo", señalando que "En un momento en que la música pop carece de baladas emocionales, "Say Something" suena bien". Cordero también elogió Aguilera para "añadir una resonancia única sonando casi como si fuera el fantasma de la amante a quien va dirigida la canción mientras se rastrea los pasos de la voz principal". Cordero también la alabó por "mantener el poder de su voz bajo control y en vez canta delicadamente con un tono entrecortado de la pérdida". Rick Florino del Artist Direct dio a la canción 5 de 5 estrellas, escribiendo que la canción es un "Oscar digno", con "un peso cinematográfico a la pista que lo hace totalmente viva y vibrante". Florino también elogió la actuación de Aguilera, que calificó de "uno de sus mejores trabajos de la historia, fortaleciendo el gancho y la armonía con maestría".
Sam Lansky de Idolator escribió que la canción "ya era bastante desgarradora, pero la voz de Aguilera le proporciona algunos encantadores apoyos adicionales; ella la enriquece, la abruma". Bradley Stern de MuuMuse alabó al sencillo, describiéndolo como una  "lenta y triste melodía de piano",  con "una producción inquietante - incluso mejor que la del álbum Stripped de la diva (refiriéndose al segundo álbum de Aguilera en 2002), demostrando de nuevo que menos es más". Stern también elogió a Aguilera por mostrar un lado sencillo de su voz, indicando que "ni siquiera tiene su propio verso o coro, es todo muy sutil pero eficaz para toda de la re-grabación del tema".

### Comercial

En Estados Unidos, «Say Something» se convirtió en el primer top diez de A Great Big World y en el undécimo para Christina Aguilera, por otro lado Aguilera llegó a ser la segunda vez que logró múltiples apariciones en los 10 primeros en un solo un año.

En América del Norte, después de la actuación en el programa de canto The Voice con Christina Aguilera, la canción que había vendido 52 000 descargas en su versión original, de acuerdo a Nielsen SoundScan, y con la presentación en el programa antes mencionado se expandió a un público mucho más amplio y se disparando rápidamente en la parte alta de la iTunes, lo que hace estar en el número 2 por detrás del nuevo éxito en ese entonces de Eminem "The Monster" con Rihanna, en sus primeras horas. Un día después, el 7 de noviembre de 2013, la canción logró alcanzar el número uno en iTunes arrebatando el lugar a la canción de Eminem, "Say Something" quedó en la parte superior por dos días consecutivos. Asimismo, tras el impacto que tubo en la plataforma de iTunes ayudó para que la canción debutara número 1 en la lista Digital Songs de la revista Billboard con 189 000 copias comercializadas por arriba de "Royals" de Lorde, "Counting Stars" de One Republic, "The Monster" de Eminem con Rihanna, entre otras. Cabe mencionar que es el primer top 10 para Aguilera desde "Feel This Moment" (2013) con Pibull. Además en esa misma semana alcanzó el número 16 de la lista Billboard Hot 100 contabilizada por la misma revista antes mencionada para los Estados Unidos y días después logró entrar al top 10 en la posición homónima. Según Billboard, "Say Something" aumentó ventas en un 1761% con respecto a la semana pasada —en la que la canción aún no contaba con la participación de Christina Aguilera (versión en solitario)— y con la presentación en el escenario de 'The Voice'. La versión para descarga digital con la participación de Aguilera de la canción ha vendido un total de 189 000 copias en su semana debut, y un total de 86% (a base a 100%) de estas ventas corresponden a la versión con Christina Aguilera.

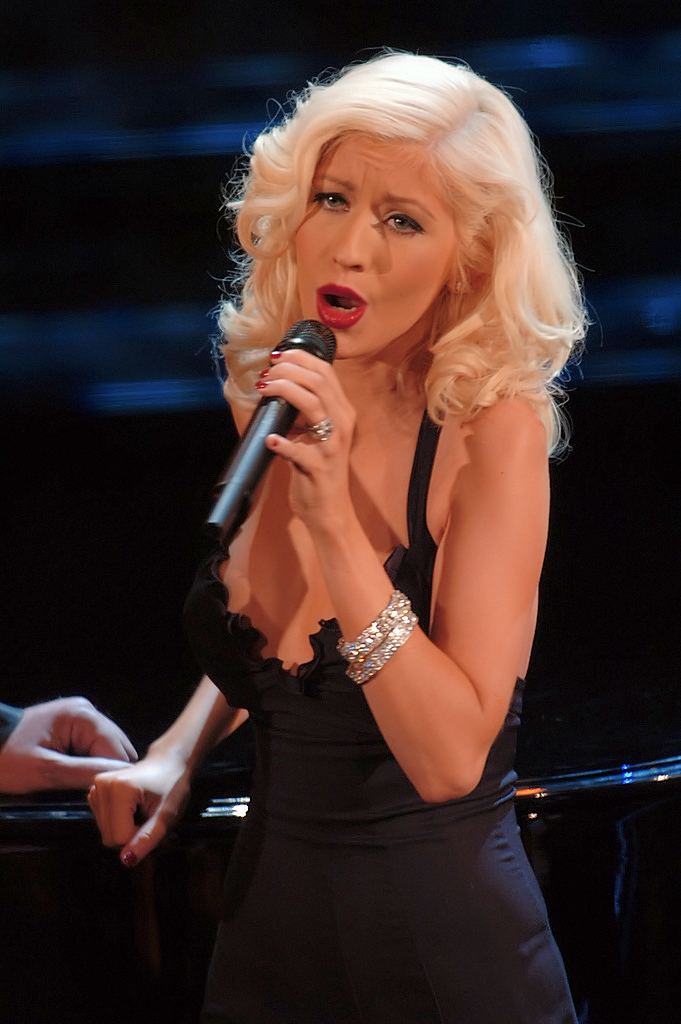
"Say Something" es la balada con la posición más alta en la radio para Aguilera en un papel principal desde el año 2003 con "Beautiful".

Después de la actuación de los AMAs, la canción saltó al número 3 en la lista Digital Songs con 197 000 copias. También saltó desde el número 18 hasta el número 10 en la lista más importante de Estados Unidos, Billboard Hot 100, convirtiéndose en el primer top diez del dúo A de Great Big World en dicha lista. En cuanto para Aguilera el undécimo top diez en su carrera y el segundo en 2013 (con "Feel This Moment" en el número ocho), llegando a ser la segunda vez que logró múltiples apariciones en los 10 primeros en un solo un año, la primera vez fue en 2000, cuando "What a Girl Wants" (número uno, dos semanas), "I Turn To You" (número tres) y "Come On Over Baby (All I Want Is You)" (número uno, a cuatro semanas), todos ellos de su auto álbum debut homónimo, alcanzó el nivel más alto. La canción es también el primer top diez de Aguilera como artista principal desde octubre de 2008 cuando su sencillo "Keeps Gettin' Better" debutó en el número siete en dicha lista. Por otro lado, en esa misma semana la canción se ubicó en el número 6 del conteo Canadian Hot 100, lista que contabiliza Canadá. En la siguiente edición de la revista Billboard la canción escaló a la posición número 8 de la lista Billboard Hot 100. Después, a la semana siguiente la canción llegó nuevamente número 1 a la lista Digital Songs debido a la fuertes descargas digitales a lo que subió cuatro puestos de la lista estadounidense, Billboard Hot 100, ubicándose en el número 4. En Canadá logró el posicionamiento número 1 en la lista principal del país semanas después.
El dúo estaba impresionado con el éxito, expresando, "Todavía no puedo creer que esto haya sucedido. Difícilmente podemos ponerlo en palabras. No sólo tenemos la oportunidad de realizar en la voz, pero tuvimos el honor de hacerlo junto a una de las mejores voces del mundo, Christina Aguilera. Estamos muy agradecidos por la oportunidad, y estamos agradecidos a todos nuestros fanes de todo el mundo que se han relacionado con la canción tan cerca".
"Say Something", también se convirtió en la primera canción de la discográfica Epic Records en lograr un top ten desde 2008 con "You Found Me" de The Fray. "Say Something" alcanzó el puesto número 4 en la tabla en la sexta semana de lanzamiento en la lista Billboard Hot 100, con 39 millones de radioescuchas y ventas de 233.000 copias durante la semana. La semana siguiente, la canción vendió 355.000 descargas y subió al número 14 en Radio Songs, aunque cayó al número cinco. En febrero de 2014, la canción alcanzó en Radio Songs, marcando sus primeros Radio Singles Top 10 en un papel principal, desde "Beautiful" en 2003. La canción fue certificado doble platino el 17 de enero de 2014, y ha vendido más de 3 millones de copias a partir de febrero de 2014.
Por otro lado, en Australasia y Europa. La canción en Australia, "Say Something" debutó en el número 47 en la semana del 29 de diciembre de 2013. Más tarde, volvió a entrar en el número 45, el 19 de enero de 2014. La canción llegó a saltar desde el número 50 hasta el número 9 en la semana del 2 de febrero de 2014, hasta llegar al número 1 de los gráficos de ARIA en la semana 16 de febrero de 2014. Se convirtió en el primer sencillo de A Great Big World en llegar a dicho puesto y el tercer sencillo número uno (el último de ellos "Beautiful" en 2003) de Aguilera. La canción se convirtió en 18a Top 10 de Aguilera en Australia, su última canción fue con Pitbull en "Feel This Moment" que llegó al número seis en marzo de 2013. En Nueva Zelanda, el sencillo debutó en el número 18 el 16 de diciembre de 2013, mientras que el 10 de febrero de 2014 la canción alcanzó el número dos, la más alta posición de Aguilera en dicha lista desde su colaboración con Maroon 5 en "Moves like Jagger" (2011), y su 16.º entre los cinco primeros como artista principal.
En partes de Europa, la canción logró convertirse en un gran éxito. En Austria la canción logró alcanzar el número 4, mientras que en Noruega la canción alcanzó el número 8, y en Suecia "Say Something" se convirtió en un éxito, alcanzando el número 4. En otra países, "Say Something" fue un éxito moderado, donde en España alcanzó el puesto número 24, en Suiza la canción alcanzó un pico de número 31, y en Francia la canción se encuentra actualmente en el número 29, partir del 1 de marzo de 2014. En el Reino Unido "Say Something" debutó en el número 4 y convirtiéndose así en el 24vo Top 40 de Aguilera y el debut de A Great Big World en la lista oficial de sencillos.
El 11 de junio del 2014 la canción logró vender más de 4 000 000 de copias en los Estados Unidos, por lo que la RIAA certificó el sencillo como triple platino. Say Something se convirtió en la segunda canción más comprada digitalmente de Aguilera en los Estados Unidos, superando a "Ain't No Other Man" con 1 700 000 copias pero por debajo de "Moves like Jagger" con 6 millones. Además Aguilera es la cantante que más sencillos viene vendiendo desde el comienzo de esta década, dejando por debajo de ella a Lady Gaga, Katy Perry y Rihanna, con un total de 17 millones de sencillos vendidos del 2010 al 2014 solo en los Estados Unidos, y un total de 25 millones a nivel mundial. Ese mismo mes, en junio la canción logró posicionarse en el número 1 de la lista Hot Dance Club Songs convirtiéndose en el primer número uno para A Great Big World en dicha lista y en el décimo segundo para Christina Aguilera junto a los sencillos "Beautiful" (2002), "Ain't No Other Man" (2006), "Hurt" (2007), "Not Myself Tonight" (2010), "You Lost Me" (2010), "Your Body" (2012) y "Let There Be Love" (2013).
El 11 de junio de 2014,  Say Something fue certificado con cuatro discos platino por la RIAA tras haber vendido 4,000,000 de copias solo en los Estados Unidos . Basado solo en las certificaciones, el sencillo ha logrado vender más de 6 millones de sencillos en todo el mundo, siendo el noveno sencillo de Aguilera en posicionarse en la lista de los sencillos más vendedores de la historia de la música, siendo la cantante con mayor cantidad de sencillos colocados en dicha lista.

## Presentaciones en vivo

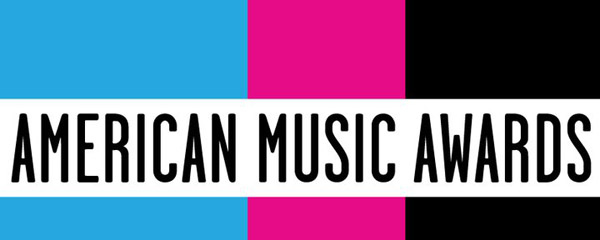
Ambos artistas se presentaron en los American Music Awards 2013 para interpretar la canción.

El 5 de noviembre, en el episodio fourtheenth de la quinta temporada de The Voice, Christina Aguilera (uno de los entrenadores de la competencia) interpretó en vivo "Say Something" junto al dúo A Great Big World. La actuación consistió en un piano, unas cuerdas y un teclado para la instrumentación, mientras que Aguilera "reinante en el poder natural de su voz", según Jason Lipshut de la revista estadounidense Billboard.
La actuación fue elogiada por los críticos y otros artistas como One Republic, Christina Perri, Ingrid Michaelson, Cee Lo Green y Carson Daly. Caila Ball de Idolator escribió que: "Ella era legendaria, obviamente". Bradley Stern de MuuMuse llama el rendimiento "perfecto", escribió que, "Christina se mantiene tan espontánea como la versión de estudio, lo que, naturalmente, sus hermosas voces que suenan un conjunto mucho más vulnerable de lo normal; el resultado un potente rendimiento, devastadora. Usted lo está viendo en su reflejo en las lágrimas que corrían por su cara en algún momento".
Por otro lado, la canción fue incluida en la final del concurso de baile estadounidense So You Think You Can Dance el 10 de septiembre de 2013 con la versión en solitario.
A Great Big World y Aguilera también interpretó la canción en los American Music Awards de la edición de 2013 el 24 de noviembre del mismo año. Con el pelo recogido en una trenza y con un vestido negro silenciado, Aguilera cantó en solitario un verso original a la mitad de la interpretación a través de la actuación, que incluía una sección de cuerda y una etapa bastante suelta. Con A Great Big Worldm, Chad Vaccarino manejando el teclado, y del grupo Ian Axel se sentó en el piano y pateó el suelo con furia mientras en tonaba "Say Something" y se acercó a su clímax emocional", según Billboard con el editor Jason Lipshut. Lindsay Dreyer de Wetpaint escribió que "La tomó el centro del escenario con un vestido negro hasta los pies y un recogido con un trenzado, de 32 años de edad, la diva del pop armonizó perfectamente con el cantante del grupo Ian Axel, quien trabajó el piano con pasión y elegancia. Tono rico aún entrecortada de Xtina le ofreció la cantidad justa de fuerza y vulnerabilidad. Un lado de Christina que no hemos visto en mucho tiempo" Dreyer terminó la revisión declarando: "Si el rendimiento de los AMA's de esta noche es una indicación, Christina se encuentra en la borde de una gran remontada de la música y no podemos esperar!".
También hubo una interpretación de la canción en el Victoria's Secret Fashion Show el 10 de diciembre de 2013. Christina Aguilera no se presentó con ellos a dúo debido a conflictos con la programación de su programa The Voice.

### Otras versiones
El miércoles 4 de diciembre de 2013 se realizó un cover de la canción por el dúo participantes Alex & Sierra en el programa The X Factor en la versión estadounidense. La canción fue muy aclamada por el público y puso de pie a los jueces entre ellos Paulina Rubio y Demi Lovato. La versión llegó al número 1 en iTunes, siendo felicitados por A Great Big World. Catriona Wightman de Digital Spy llamó "bastante simple, pero mostró cómo genuinamente talentoso que son". El creador y jefe juez Simon Cowell de la serie, quien fue mentor del grupo, afirmó que el éxito del dúo es una prueba de que el espectáculo es todavía capaz de convertir a niños en estrellas. El dúo realizó la canción una vez más en el final de la serie, llegando a ganar la competencia. Daniel Evans, uno de los finalistas de The X Factor (UK) realiza la canción en piano cover basado en su canal de YouTube que ofrece una Glockenspiel y un poco más grande, sintetizador impulsado en producción. Esta canción también fue cubierta por el a capela por el grupo de música Pentatonix.
En 2020, NIA cantó esta canción durante la última gala de Operación Triunfo 2020, coronándose como ganadora esa misma noche.

## Lista de canciones
| Versión original |                            |          |  |
| N.º              | Título                     | Duración |  |
| 1.               | «Say Something» (sencillo) | 03:53    |  |

## Posicionamiento en listas
| Listas 2013–2014                       | Mejor posición |
| -------------------------------------- | -------------- |
| Alemania (Offizielle Deutsche Charts)  | 36             |
| Australia (ARIA)                       | 1              |
| Austria (Ö3 Austria Top 40)            | 4              |
| Bélgica (Flandes) (Ultratop 50)        | 1              |
| Bélgica (Valonia) (Ultratop 50)        | 15             |
| Canadá (Canadian Hot 100)              | 1              |
| Dinamarca (Tracklisten)                | 18             |
| Escocia (Scottish Singles Sales Chart) | 2              |
| España (Top 100 Canciones)             | 24             |
| Estados Unidos (Billboard Hot 100)     | 4              |
| Estados Unidos (Pop Songs)             | 7              |
| Estados Unidos (Adult Contemporary)    | 3              |
| Estados Unidos (Adult Pop Songs)       | 1              |
| Estados Unidos (Digital Songs)         | 1              |
| Estados Unidos (Hot Dance Club Songs)  | 1              |
| Finlandia (Suomen virallinen lista)    | 11             |
| Francia (SNEP)                         | 29             |
| Irlanda (IRMA)                         | 6              |
| Israel (Media Forest)                  | 5              |
| Nueva Zelanda (Recorded Music NZ)      | 2              |
| Noruega (VG-lista)                     | 8              |
| Países Bajos (Mega Single Top 100)     | 6              |
| Portugal (Billboard)                   | 3              |
| Reino Unido (UK Singles Chart)         | 4              |
| República Checa (Rádio Top 100)        | 8              |
| Suecia (Sverigetopplistan)             | 4              |
| Suiza (Schweizer Hitparade)            | 20             |

## Certificaciones
| País           | Organismo certificador | Certificación | Ventas certificadas | Simbolización | Ref.   |        |
| -------------- | ---------------------- | ------------- | ------------------- | ------------- | ------ | ------ |
| Alemania       | BVMI                   | Oro           | 150 000             |               | [ 77 ] |        |
| Australia      | ARIA                   | 4× platino    | 280 000             |               | [ 78 ] |        |
| Canadá         | Music Canada           | 6× platino    | 480 000             |               | [ 79 ] |        |
| Estados Unidos | RIAA                   | 6× platino    | 6 000               |               | [ 80 ] |        |
| Nueva Zelanda  | RMNZ                   | Platino       | 30 000              |               | [ 81 ] |        |
| Suecia         | GLF                    | 2× platino    | 80 000              |               | [ 82 ] |        |
| Reino Unido    | BPI                    | Platino       | 600 000             |               | [ 83 ] |        |
| Bélgica        | BEA                    | Oro           | 15 000              |               | [ 84 ] |        |
| Dinamarca      | IFPI Denmark           | Platino       | 30 000              |               | [ 85 ] |        |
| Venezuela      | APFV                   | Platino       | 10 000              |               | [ 86 ] |        |
| Italia         | FIMI                   | Platino       | 30 000              |               | [ 87 ] |        |
| Suiza          | IFPI Suiza             | Oro           | 15 000              |               | [ 88 ] | [ 89 ] |

## Historial de lanzamiento
| País           | Fecha                                                   | Formato          | Sello        |
| -------------- | ------------------------------------------------------- | ---------------- | ------------ |
| Estados Unidos | 3 de septiembre de 2013 (versión en solitario)          | Descarga digital | Epic Records |
| Brasil         | 4 de noviembre de 2013 (versión con Christina Aguilera) | Descarga digital | Epic Records |
| Canadá         | 4 de noviembre de 2013 (versión con Christina Aguilera) | Descarga digital | Epic Records |
| Estados Unidos | 4 de noviembre de 2013 (versión con Christina Aguilera) | Descarga digital | Epic Records |